# Madonna delle Arpie

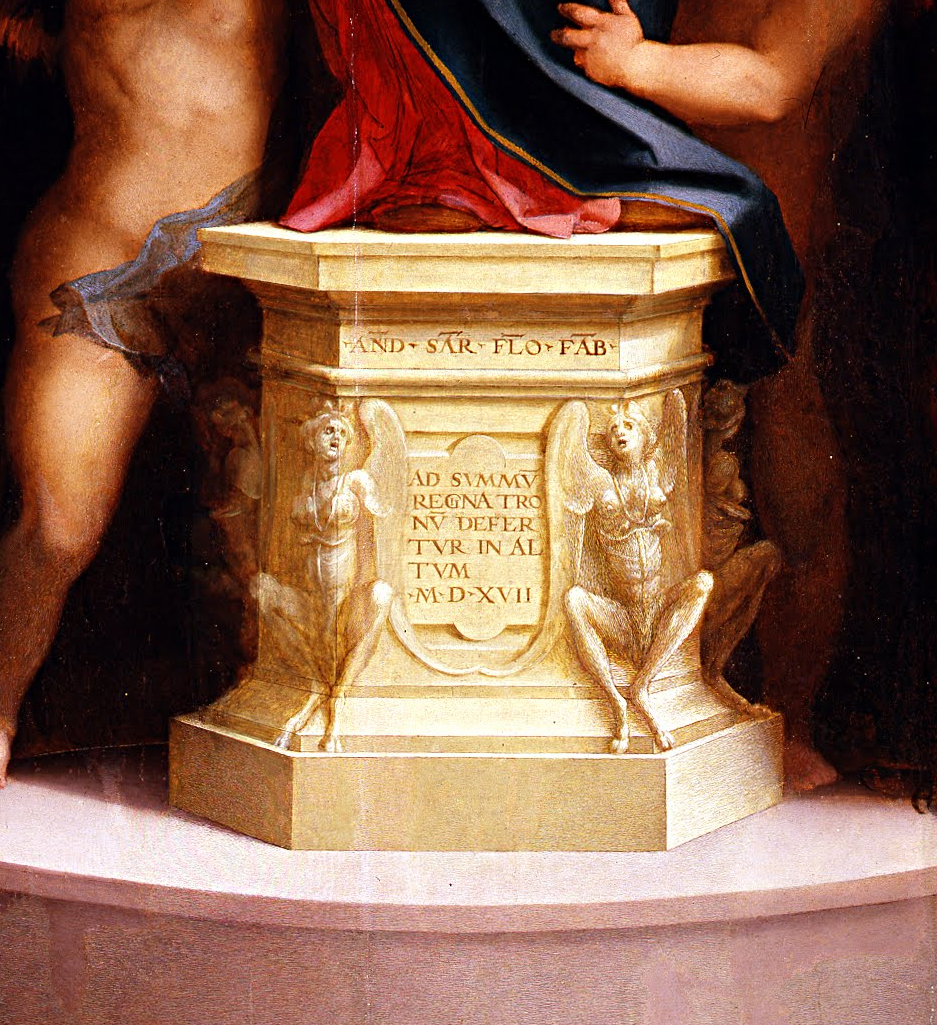
Dettaglio

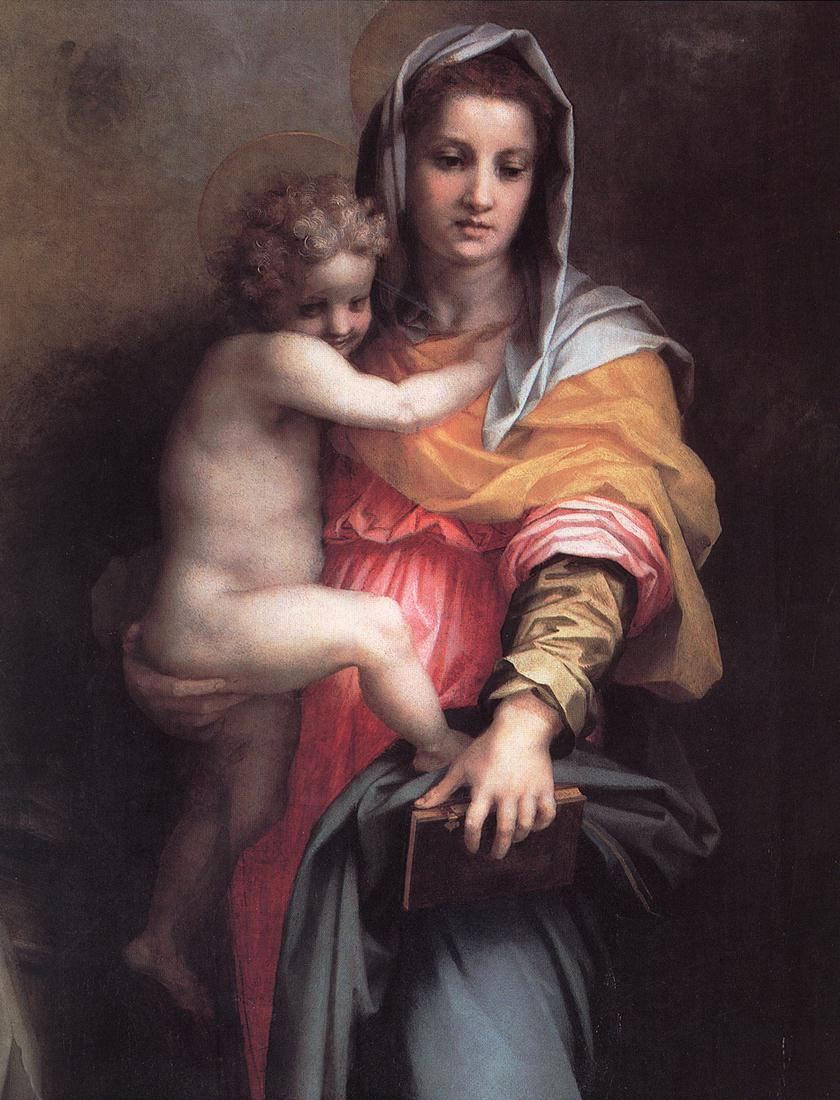
Dettaglio

La Madonna delle Arpie è un dipinto a olio su tavola (207x178 cm) di Andrea del Sarto, firmato e datato 1517, e conservato alla Galleria degli Uffizi di Firenze.

## Storia
Il 14 maggio 1515 le monache di San Francesco de' Macci a Firenze stipularono il contratto di allogazione con Andrea del Sarto per la pala d'altare della loro piccola chiesa, che avrebbe dovuto rappresentare una Madonna con Bambino incoronata da due angeli con ai lati san Giovanni evangelista e san Bonaventura. Il programma iconografico venne mutato forse per l'interessamento di fra' Antonio di Ludovico Sassolini, importante esponente del vicino convento di Santa Croce, sostituendo Francesco d'Assisi a Bonaventura e facendo mettere i putti a reggere le gambe di Maria sul piedistallo.
Nel 1703 si interessò dell'opera il gran principe Ferdinando de' Medici, appassionato collezionista d'arte. Egli scrisse di essersi "invaghito" della pala, bisognosa di "una cordiale premura della buona conservazione di sì bell'opera", che aveva iniziato a rovinarsi nella chiesa ormai "bisognosa di risarcimento". Si offrì allora di restaurare la chiesa in cambio della pala, che venne così trasportata a palazzo Pitti. In cambio le monache ottennero una ristrutturazione da parte dell'architetto granducale, Giovan Battista Foggini, con una ridecorazione da parte del pittore Vincenzo Dandini, oltre che una copia del dipinto.
La Madonna delle Arpie fu a lungo ammirata, venendo trasferita nel 1795 agli Uffizi.
Ne esistono numerosi disegni preparatori, alla Kunstakademie di Düsseldorf (K.P. 16r e v), al Gabinetto dei Disegni e delle Stampe di Firenze (nn. 628, 333F) e al Cabinet des Dessins di Parigi (nn. 1679, 1732, 5946).

## Descrizione
Il titolo tradizionale della pala risale a Vasari, che lesse le figure scolpite sugli spigoli del piedistallo come arpie. Qui si legge l'iscrizione "AND.[rea del] SAR.[to] FLOR.[entinus] FAC.[iebat] / AD SUMMUM REGINA TRONUM DEFERTUR IN ALTUM M.D.XVII.". In una nicchia architettonica appena accennata, calata in una calda penombra, Maria si leva su un piedistallo, col Bambino in braccio e reggente un libro appoggiato alla coscia. Due putti la sostengono in basso. Ai lati si trovano i santi Francesco, col crocifisso, e Giovanni evangelista, che con un gesto enfatico di michelangiolesca memoria tiene aperto un libro e con una mano nascosta sembra indicarne un punto. I due santi guardano verso lo spettatore, mentre Maria e Gesù hanno lo sguardo diretto in basso.
Antonio Natali propose un'interpretazione della pala legata al capitolo IX dell'Apocalisse di Giovanni, a cui alluderebbe il libro tenuto aperto. Le figure del basamento non sarebbero arpie, né tantomeno le sfingi lette da altri studiosi (Monti, Shearman), ma le "locuste" citate nel testo, portatrici di calamità e distruzione. Ciò appare confermato anche da fumo che si leva dal piedistallo, già notato da Vasari e tornato in evidenza con l'ultimo restauro, che sarebbe quello salente dal "pozzo dell'Abisso", a oscurare il sole e l'atmosfera.
San Francesco quindi, oltre che titolare della chiesa, potrebbe rappresentare l'esempio per coloro che eviteranno tali tormenti, poiché segnati dal sigillo cristiano. Maria sarebbe quindi rappresentata nel momento in cui sottomette Satana, chiudendone simbolicamente il pozzo.

## Stile
Le figure sono disposte secondo uno schema piramidale, col vertice nella testa di Maria, derivato dall'esempio dei grandi maestri attivi a Firenze quali Leonardo e Raffaello. Lo schema simmetrico, leggermente ruotante attorno all'asse della Vergine per il contrapposto nelle pose dei santi e dei putti (uno rivolto indietro, uno in avanti), risulta estremamente armonico, con una piena padronanza del disegno, che valse all'artista l'appellativo di "pittore senza errori". La monumentalità delle figure riecheggia il titanismo di Michelangelo, addolcito però dal morbido sfumato alla Leonardo e dai colori brillanti, con delicate scelte cromatiche esaltate dai riflessi luminosi. La sua eccellente capacità disegnativa gli permise quindi di conciliare spunti apparentemente distanti, all'insegna di un'esecuzione impeccabile e allo stesso tempo molto libera e sciolta nel modellato. Le pose sono eloquenti, elegantemente ricercate, ma prive delle forzature anatomiche dei manieristi, rendendo il lavoro collocabile in posizione intermedia, tra il tramonto degli equilibri del Rinascimento umanistico e le tensioni della Maniera.
«Il colore è come portato dalla luce, aderisce appena ai corpi. Traspare infatti il grigio della pietra e su questa tonalità di fondo si stendono velature diafane, che accompagnano la variazione chiaroscurale con un lieve mutare della tinta, come per una diversa rifrazione della luce» (Argan).